# Vloha
Vloha je vrozený předpoklad pro vykonávání nějaké mentální nebo senzomotorické činnosti. Cvičením vloh se vyvíjí schopnosti. Vlohou je například hudební sluch nebo schopnost rozlišovat vůně (percepční vloha). Bez rozvíjení vlohy v dětství může zůstat vloha zakrnělá.
Vlohy se nevztahují jen k intelektuálním výkonům, ale i k emocionalitě a rozlišují se vlohy obecnější (k zapamatování, k myšlení) a specifické (prostorová představivost, hudební sluch). Cvičením lze vlohy rozvíjet jen do určité míry.
Srovnávací studie jednovaječných dvojčat s identickými vlohami, vychovávaných v různém prostředí, ukazují na významný vliv dědičnosti v utváření vloh.
Také některé charakterové rysy mohou vyplývat z interakcí vloh a sociálních zkušeností.